# 이청용
이청용(李靑龍, 1988년 7월 2일 ~ )는 대한민국의 축구 선수로 포지션은 오른쪽 윙어, 왼쪽 윙어, 공격형 미드필더이며 현재 K리그1 울산 HD 소속이다.

## 구단 경력

### FC 서울
서울특별시에서 태어나 창동초등학교를 거쳐 도봉중학교에 진학하였다. 어릴 때부터 뛰어난 실력을 보이던 이청용은 조광래 감독의 눈에 띄어 중퇴 권유를 받고 2004년 FC 서울에 입단, 2년 동안 프로 2군에서 실력을 가다듬게 된다. 2006년 이장수 감독에 의해 K리그 데뷔 무대를 갖지만 수비적인 주문을 받고 윙백으로 출전, 공격 재능을 발휘하지 못하며 4경기를 뛰는데 그치고 말았다.
2007년부터 FC 서울에 새로 부임한 셰놀 귀네슈 감독에게 팀의 주전으로 중용받는다. 개막전에서의 데뷔골부터 초반 서울의 연승행진을 이끌며 처음부터 공격의 핵심으로 자리잡기 시작, K리그 컵 도움왕에 올랐다. 축구팬 설문조사에서는 최고의 유망주로 뽑혔다. 2008년에는 한 단계 더 발전하며 FC 서울의 K리그 준우승에 큰 공헌을 하였고 K리그 2008 시즌 베스트 일레븐에 뽑히기도 했다. 하지만 11월 2일 K리그 부산의 경기 도중 부산의 김태영과 공중볼 다툼을 하는 과정에서 김태영의 복부를 가격하는 이단옆차기를 하여 곧바로 퇴장당하는 등 거친 플레이로 논란이 되기도 하였다.
2009년 1월엔 현지 ESPN 선정 '2009년 주목할 만한 유망주'와 더 타임즈 선정 '떠오르는 50인의 스타들'에 뽑히기도 하였다.
또한 권위 있는 대회인 AFC 챔피언스리그에 처음으로 출전을 하였고 그중에는 J리그에서 강팀 중 하나인 감바 오사카전에서 1도움을 올리며 맹활약을 펼쳤다.
마침내 7월 19일 이청용의 실력을 눈여겨보던 프리미어리그의 볼턴으로부터 정식 입단 제의를 받았고, 고별경기인 강원과의 16라운드 원정경기에서 결승골, 페널티킥 유도 등의 활약을 하며 FC 서울을 1위로 등극시킨다. 그 후 8월 14일 워크퍼밋을 발급받은 뒤 K리그에서 해외리그로 이적할 때 사상 최고의 이적료인 44억을 FC 서울에 안기고 연봉 15억으로 이적이 확정되어, 대한민국 최연소(만 21세)이자 한국인 제7호 프리미어리거가 되었다.

### 볼턴 원더러스

#### 2009-10 시즌
2009년 9월 26일, 프리미어리그 7라운드 버밍엄 시티와의 경기에서 후반 9분 교체로 투입되어 후반 41분 프리킥 상황에서 흘러나온 공을 트래핑하여 수비수들을 제치고 결승골을 터뜨리며 시즌 1호골이자 프리미어리그 데뷔골을 기록하였다. 팀은 이 경기에서 2-1로 승리하였다. 이어서 10월 25일엔 에버턴과의 경기에서 선제골을 터뜨리며 시즌 2호골을 기록하였다. 같은 해 12월 15일 웨스트 햄을 상대로 3-1로 승리한 17라운드 경기에서 선제골을 터뜨리며 시즌 3호골을 기록하였다. 2010년 링컨 시티와의 FA컵 경기에서 FA컵 첫 골을 기록하였으며, 24일 후 열린 번리와의 리그 경기에서 리그 4호골을 성공시켰다.

#### 2010-11 시즌
2010년 10월 16일, 8라운드 스토크 시티와의 경기에서 선제골을 터뜨리며 2010-11 시즌 1호골을 기록하였다. 팀은 이 경기에서 2-1로 승리하였다. 11월 21일 뉴캐슬 유나이티드와의 리그 14라운드 경기에서 결승골을 터뜨리며 시즌 2호골을 기록하였다. 그리고 이 골은 볼튼의 프리미어리그 통산 500호 골이 되었다. 이듬해 3월 12일, FA컵 8강전 버밍엄 시티와의 경기에서 89분 승부를 결정짓는 라스트 미니트 골을 터뜨리며 시즌 3호골을 기록, 팀은 3 – 2로 승리, FA컵 4강 진출에 성공하였다.4월 10일엔 리그 32라운드 웨스트 햄 유나이티드와의 경기에서 두 번째 골을 터뜨리며 시즌 4호골을 기록하였다.

#### 2011-12 시즌
2011년 7월 30일에 열린 잉글랜드 4부 리그 팀 뉴포트 카운티와의 친선 경기에서 상대편 수비수 톰 밀러의 비신사적인 거친 태클로 인하여 다리 골절을 당해 수술은 성공적으로 끝났지만 최소 9개월 정도의 재활 기간이 필요하다고 판단되어 사실상 시즌 아웃 상태였으나 긴 재활훈련 끝에 2012년 5월 4일 위건과의 2군 경기에서 75분간 활약을 하였고 5월 6일 EPL 37라운드 웨스트 브로미치전에서 후반 35분 마르틴 페트로프와 교체되어 9개월 만에 그라운드에 복귀하였다. 이날 경기에서 이청용은 15분 정도를 뛰었으며 경기는 2 – 2 무승부로 끝났다. 시즌 최종전에서도 전반 17분 크리스 이글스와 교체되어 약 73분 정도를 뛰었다. 당시 팀은 반드시 승리를 거둬야 강등을 피할 수 있는 상황이였는데, 2 – 2 무승부로 경기가 종료되어 팀은 강등되었다. 이청용은 부상에서 복귀하여 고군분투하였으나 팀의 강등을 지켜볼 수 밖에 없었다.

#### 2012-13 시즌
볼턴 원더러스 FC가 강등되었지만, 이청용은 팀에 잔류했다. 시즌 도중 감독이 경질된 상황에서도 볼턴은 후반기에 최고의 성적을 달렸고, 승격 플레이오프 마지노선인 6위에 올랐다. 하지만, 최종전에서 희비가 엇갈려 승격 플레이오프에 도전하지 못 한 채 시즌을 종료하게 되었다.

### 크리스털 팰리스 FC

#### 2014-15 시즌
겨울 이적시장을 통해 볼턴 원더러스 FC에서 크리스털 팰리스 FC로 이적하였다. 계약기간은 3년(2018년까지)이다. 2015년 4월 25일 헐 시티전을 상대로 데뷔전을 치렀다.

#### 2015-16 시즌
2015년 8월 26일에 있었던 풋볼 리그 컵인 슈루즈베리 타운과의 경기에서 시즌 1호골을 기록하였다. 그러나 리그에서는 펀천, 볼라시에, 자하등에게 밀려 주로 후반 교체 자원으로 활약하였다. 12월 20일 스토크 시티와의 경기에서는 후반 35분 교체 출전해서 중거리슛으로 극적인 역전골을 넣어 팀에 2-1 승리를 가져다 주었다. 2016년 4월 스포츠서울과의 인터뷰에서 출전 시간과 관련하여 파듀 감독의 선수 기용 방식에 대한 불만 등에 대해 언급하였다. 이 인터뷰는 영국 언론에도 그대로 인용 보도되었고, 팀으로부터 벌금을 부과받음과 동시에 남은 시즌 출전 기회도 크게 줄게 되었다.

#### 2016-17 시즌
지난 시즌 막바지 감독과의 마찰과 여전히 쉽지 않은 주전 경쟁 상황 등으로 인해 이적설이 대두되기도 하였지만 크리스털 팰리스에 잔류하였다. 시즌 첫 경기인 웨스트 브로미치와의 경기에서 예상을 깨고 선발 출전하였고, 그 다음 경기인 토트넘과의 경기에도 선발 출전하여 82분동안 활약하였다.

### VfL 보훔
2018년 9월 6일, VfL 보훔과 1년 + 1년 연장 옵션 계약을 맺으며 입단했다.

### 울산 HD
2020 시즌을 앞두고, K리그1의 울산 현대로 이적함으로써 11년 만에 K리그로 복귀했다. 이청용은 울산과 3년 계약을 체결했으며 울산은 이청용에게 구단 최고의 대우를 약속했다.
6월 6일에는 포항과의 리그 5라운드 경기에서 2골을 몰아쳐 팀의 4-0 대승과 동시에 약 10년 11개월 만에 K리그 복귀골을 신고하였다. 이 경기 이후, 이청용은 5라운드 MVP로 선정되었다.
그리고, 울산을 8년 만에 ACL 우승하는데 일조하였다.
2021 시즌을 앞두고 울산의 주장으로 선임되었다.
2022 시즌에도 울산의 주장으로 연임하여 울산을 2005년 이후 17년 만에 3번째 우승을 이끌었다. 이로써 이청용은 선수 커리어에 처음으로 K리그 우승을 달성하는 기록을 남겼다. 그리고, K리그 베스트 11 MF 부문에 선정한데 이어 프로 데뷔 16년 차에 MVP를 수상하였다.
2022 시즌 후, FA가 된 이청용은 2023년 1월 6일에 울산과 2년 재계약을 맺었다.
2023 시즌에는 울산을 K리그 2년 연속 우승하는데 공헌하였으며, 2024 시즌을 앞두고 울산과 결별설이 나돌았으나, 구단과의 갈등을 해결하고 잔류하였다.

## 국가대표팀 경력
U-15 대표팀, U-17 대표팀, U-20 대표팀 등 각급 청소년 대표팀을 경험하며, '엘리트 코스'를 거쳤다.
2007년 FIFA U-20 월드컵에서 눈부신 활약을 펼치며 아스널 FC, SL 벤피카 등의 유럽 클럽의 관심을 받고, 피파 기술 보고서에 뛰어난 선수(Outstanding Player)로 이름을 올리게 된다.
2007년 10월 17일 시리아와의 경기로 첫 U-23 대표팀 경기를 치렀고, 2008년 하계 올림픽에 참가하여 뛰어난 기량을 발휘하였다.
2008년 5월 31일 2010년 FIFA 월드컵 예선에서 요르단과의 경기로 A매치 데뷔전을 치렀고, 어린 나이의 데뷔전이라고는 믿기지 않을 만큼 뛰어난 모습을 보이며 1도움을 올린다. 9월 5일 요르단과의 친선경기에서 첫 A매치 득점을 올리고, 같은 해 카타르와의 평가전에서 프리킥으로 득점을 올렸다. 이후 2010년 5월 16일에 열린 에콰도르와의 경기에서 쐐기골을 기록하여 2-0 승리를 이끄는 등 허정무호에서 월드컵 직전까지 28경기 중 3골 7도움을 기록하며 없어서는 안될 핵심 선수로 자리매김했다.
이청용은 2010년 FIFA 월드컵 때 아르헨티나와의 조별리그 2차전에서 마르틴 데미첼리스의 실수를 틈타 만회골로 월드컵 데뷔 골을 터뜨리고, 우루과이와의 16강전 경기에서도 동점 골을 넣었으나 대한민국은 수아레스에게 2골을 허용해 1:2로 패했다. 월드컵 대회 후 독일의 '키커'는 이청용에게 모든 경기를 통틀어 평점 7.78의 점수를 주며 대한민국 최고의 선수로 뽑았다.
2013년 11월 15일 이청용은 스위스와의 평가전에서 후반 41분 1-1동점 상황에서 역전골을 터트린다. 그가 2010년 남아공월드컵 16강전 이후 근 4년 만에 넣은 골이었다. 이날 이청용은 공수를 오가며 원맨쇼를 펼쳤다. 후반 초반 스위스 골키퍼의 혼을 빼놓을 정도로 활발한 활약을 펼치며 슈팅을 날렸으나 골을 넣지 못했다. 김신욱의 문전패스에 단독찬스가 났지만 골키퍼 선방에 막히게 된다. 계속되는 결정적 찬스를 맞았지만 번번히 골키퍼에게 걸리게 된다. 하지만 그는 포기하지 않고 후반 이근호가 올린 패스를 정확하게 상대편 오른쪽 골대에 집어넣는다. 마치 골을 예상한 듯이 침착하고 강하게 회심의 일격을 펼쳤다. 골 결정력 부족, 원톱 부재로 인한 골 가뭄에 시달리던 홍명보호는 이 골로서 2-1로 역전승을 거두게 되었고 공수에 합격점을 받았다.
2014년 12월 22일 발표된 2015 AFC 아시안컵 최종 명단에 포함되었다. 이후 아시안컵에 출전하였으나 조별리그 첫 경기 오만전에서 상대편의 태클에 의해 정강이뼈에 실금이 가는 부상을 당해 나머지 경기를 포기하고 귀국하였다.
2015년 9월 3일 라오스와의 2018 러시아 월드컵 예선전에서 홍철의 크로스를 마무리하며 선제골을 넣었다.이 골은 2013년 11월 15일 스위스와의 평가전 이후 약 2년만에 넣은 A매치 골이었다.
2016년 9월 1일 중국과의 2018 러시아 월드컵 예선전에서 지동원이 올린 크로스를 골로 연결하였다. 이 골은 그의 A매치 8번째 득점이다. 대한민국은 이 경기에서 3 – 2로 승리하였다.
2018년 FIFA 월드컵 국가대표팀 최종 명단에 포함되고자 했으나, 소속팀에서의 출전 시간을 이유로 김진수, 권경원과 함께 최종명단에서 떨어졌다.

## 기록
381경기 40골 61도움을 올리며 101 공격포인트를 넘겼다.유럽통산 63 공격포인트로 아시아 역대 6위다.
(1위 손흥민 224 공격포인트, 2위 카가와 147 공격포인트,3위 차범근 121 공격포인트 등)

## 경력 통계
최종 수정일 : 2019년 3월 26일

### 국가대표팀 기록
| 년도  | 국제 대회 | 국제 대회 | 국제 대회 | 친선 경기 | 친선 경기 | 친선 경기 | 합계 | 합계 | 합계 | 비고                                         |
| 년도  | 출장      | 골        | 도움      | 출장      | 골        | 도움      | 출장 | 골   | 도움 | 비고                                         |
| ----- | --------- | --------- | --------- | --------- | --------- | --------- | ---- | ---- | ---- | -------------------------------------------- |
| 2008  | 5         | 0         | 2         | 3         | 2         | 1         | 8    | 2    | 3    | 2010년 FIFA 월드컵 예선                      |
| 2009  | 5         | 0         | 1         | 6         | 0         | 4         | 11   | 0    | 5    | 2010년 FIFA 월드컵 예선                      |
| 2010  | 4         | 2         | 0         | 8         | 1         | 0         | 12   | 3    | 0    | 2010년 FIFA 월드컵                           |
| 2011  | 6         | 0         | 1         | 3         | 0         | 0         | 9    | 0    | 1    | 2011년 AFC 아시안컵                          |
| 2012  | 2         | 0         | 0         | 0         | 0         | 0         | 2    | 0    | 0    | 2014년 FIFA 월드컵 예선                      |
| 2013  | 3         | 0         | 0         | 7         | 1         | 2         | 10   | 1    | 2    | 2014년 FIFA 월드컵 예선                      |
| 2014  | 3         | 0         | 0         | 9         | 0         | 1         | 12   | 0    | 1    | 2014년 FIFA 월드컵                           |
| 2015  | 5         | 1         | 0         | 1         | 0         | 0         | 6    | 1    | 0    | 2018년 FIFA 월드컵 예선, 2015년 AFC 아시안컵 |
| 2016  | 4         | 1         | 0         | 1         | 0         | 0         | 5    | 1    | 0    | 2018년 FIFA 월드컵 예선                      |
| 2017  | 0         | 0         | 0         | 3         | 0         | 2         | 3    | 0    | 2    |                                              |
| 2018  | 0         | 0         | 0         | 4         | 0         | 0         | 4    | 0    | 0    |                                              |
| 2019  | 5         | 0         | 0         | 2         | 1         | 0         | 7    | 1    | 0    | 2019년 AFC 아시안컵                          |
| Total | 42        | 4         | 4         | 47        | 5         | 10        | 89   | 9    | 14   |                                              |

| # | 일자       | 장소                                                   | 상대팀         | 득점 | 결과 | 비고                                |
| - | ---------- | ------------------------------------------------------ | -------------- | ---- | ---- | ----------------------------------- |
| 1 | 2008/09/05 | 대한민국 서울, 서울 월드컵 경기장                      | 요르단         | 1–0  | 1–0  | 친선 경기                           |
| 2 | 2008/11/14 | 카타르 도하, 자심 빈 하마드 경기장                     | 카타르         | 0–1  | 1–1  | 친선 경기                           |
| 3 | 2010/05/16 | 대한민국 서울, 서울 월드컵 경기장                      | 에콰도르       | 2–0  | 2–0  | 친선 경기                           |
| 4 | 2010/06/17 | 남아프리카공화국 요하네스버그, 사커 시티               | 아르헨티나     | 1-2  | 1-4  | 2010년 FIFA 월드컵                  |
| 5 | 2010/06/26 | 남아프리카공화국 포트엘리자베스, 넬슨만델라베이 경기장 | 우루과이       | 1-1  | 2-1  | 2010년 FIFA 월드컵                  |
| 6 | 2013/11/15 | 대한민국 서울, 서울 월드컵 경기장                      | 스위스         | 2–1  | 2–1  | 친선 경기                           |
| 7 | 2015/09/03 | 대한민국 화성, 화성 종합 경기타운                      | 라오스         | 1–0  | 8–0  | 2018년 FIFA 월드컵 아시아 2차 예선  |
| 8 | 2016/09/01 | 대한민국 서울, 서울 월드컵 경기장                      | 중화인민공화국 | 2–0  | 3–2  | 2018년 FIFA 월드컵 아시아 최종 예선 |
| 9 | 2019/03/22 | 대한민국 울산, 울산문수축구경기장                      | 볼리비아       | 1–0  | 1–0  | 친선 경기                           |

### 국가대표팀 주요 국제대회 참가 기록
- 2004년 AFC U-17 챔피언십 국가대표
- 2006년 AFC 청소년 축구 선수권 대회 국가대표
- 2007년 FIFA U-20 월드컵 국가대표
- 2008년 하계 올림픽 축구 국가대표
- 2010년 FIFA 월드컵 국가대표
- 2011년 AFC 아시안컵 국가대표
- 2014년 FIFA 월드컵 국가대표
- 2015년 AFC 아시안컵 국가대표
- 2019년 AFC 아시안컵 국가대표

## 수상 내역
| FC 서울 - K리그1 ● 준우승 (1): 2008 - 리그컵 ● 우승 (1): 2006 ● 준우승 (1): 2007 ● 3위 (1): 2009 울산 HD - AFC 챔피언스리그 ● 우승 (1): 2020 - K리그1 ● 우승 (3): 2022, 2023, 2024 - FA컵 ● 준우승 (1): 2020, 2024 크리스털 팰리스 FC - FA컵 ● 준우승 (1): 2015-16 대한민국 - AFC 아시안컵 ● 준우승 (1): 2015 ● 3위 (1): 2011 - AFC U-19 축구 선수권 대회 ● 3위 (1): 2006 | - 2004년 AFC U-17 축구 선수권 대회 베스트 11 선정 - 2008년 K리그 베스트 11 선정 - 프리미어리그 파워랭킹 주간 19위 - k리그 올해의 영 플레이어상 - 2010년 볼튼 원더러스 FC 올해의 선수 선정 - 2010년 AFC 올해의 해외파 선수상 수상 - 북런던 올해의 선수 - 8월의 게토레이 'G MOMENT AWARD'(게토레이 승리의 순간) : 2021년 - 2022년 K리그 베스트 11 선정 - K리그 MVP : 2022년 |

## 사생활
이청용은 이청룡이 아닌 주민등록상 등록된 이름이며
이름이 '청용(靑龍)'인 것에 착안하여 '블루 드래곤', '청날두', '어벙용'이라는 별명이 있다. 잉글랜드 진출 후 영어 이름인 Chung-Yong Lee의 중계 발음을 본딴 '청량리'라는 별명도 있다. 가족관계는 아버지 이장근과 어머니 박미애 그리고 여동생이 한명 있다.
소속팀 크리스털 팰리스에서는 '청이(Chungy)이라는 애칭으로도 불린다.
2014년 7월 12일 서울특별시 중구 장충동 신라호텔 다이너스티홀에서 중학교 동창 박정원과 결혼하였다.